# Lasioglossum nigrum
Lasioglossum nigrum är en biart som först beskrevs av Henry Lorenz Viereck 1903.  Lasioglossum nigrum ingår i släktet smalbin, och familjen vägbin. Inga underarter finns listade i Catalogue of Life.